# New Fairview
New Fairview é uma cidade localizada no estado norte-americano do Texas, no Condado de Wise.

## Demografia
Segundo o censo norte-americano de 2000, a sua população era de 877 habitantes.
Em 2006, foi estimada uma população de 1032, um aumento de 155 (17.7%).

## Geografia
De acordo com o United States Census Bureau tem uma área de
39,1 km², dos quais 39,1 km² cobertos por terra e 0,0 km² cobertos por água.

## Localidades na vizinhança
O diagrama seguinte representa as localidades num raio de 16 km ao redor de New Fairview.